# Zbyněk Hauzr
Zbyněk Hauzr (* 20. dubna 1973, Liberec) je bývalý český fotbalový brankář, který naposledy působil v klubu FC Slovan Liberec. Po sezóně 2012/13 Gambrinus ligy ukončil aktivní hráčskou kariéru. Poté se stal v Liberci trenérem brankářů.
Jeho zálibou je myslivost.

## Klubová kariéra
S fotbalem začínal v FKP Turnov, odkud přestoupil v roce 1998 do FC Slovan Liberec. Mimo Liberce působil v roce 2001 na hostování v SK Dynamo České Budějovice a v letech 2001–2002 taktéž na hostování v FC Viktoria Plzeň. V sezóně 2012/13 skončil s Libercem na třetím místě, poté ukončil hráčskou kariéru.

## Kauza ovlivňování výsledků
Hauzr byl v prosinci 2015 obžalován z podplácení kvůli nekalému ovlivňování výsledků fotbalových zápasů v české první lize a poháru. Ve stejné kauze figuroval i jeho bývalý spoluhráč z Liberce Ivan Hodúr, který vinu přiznal.